# فيسكاردو

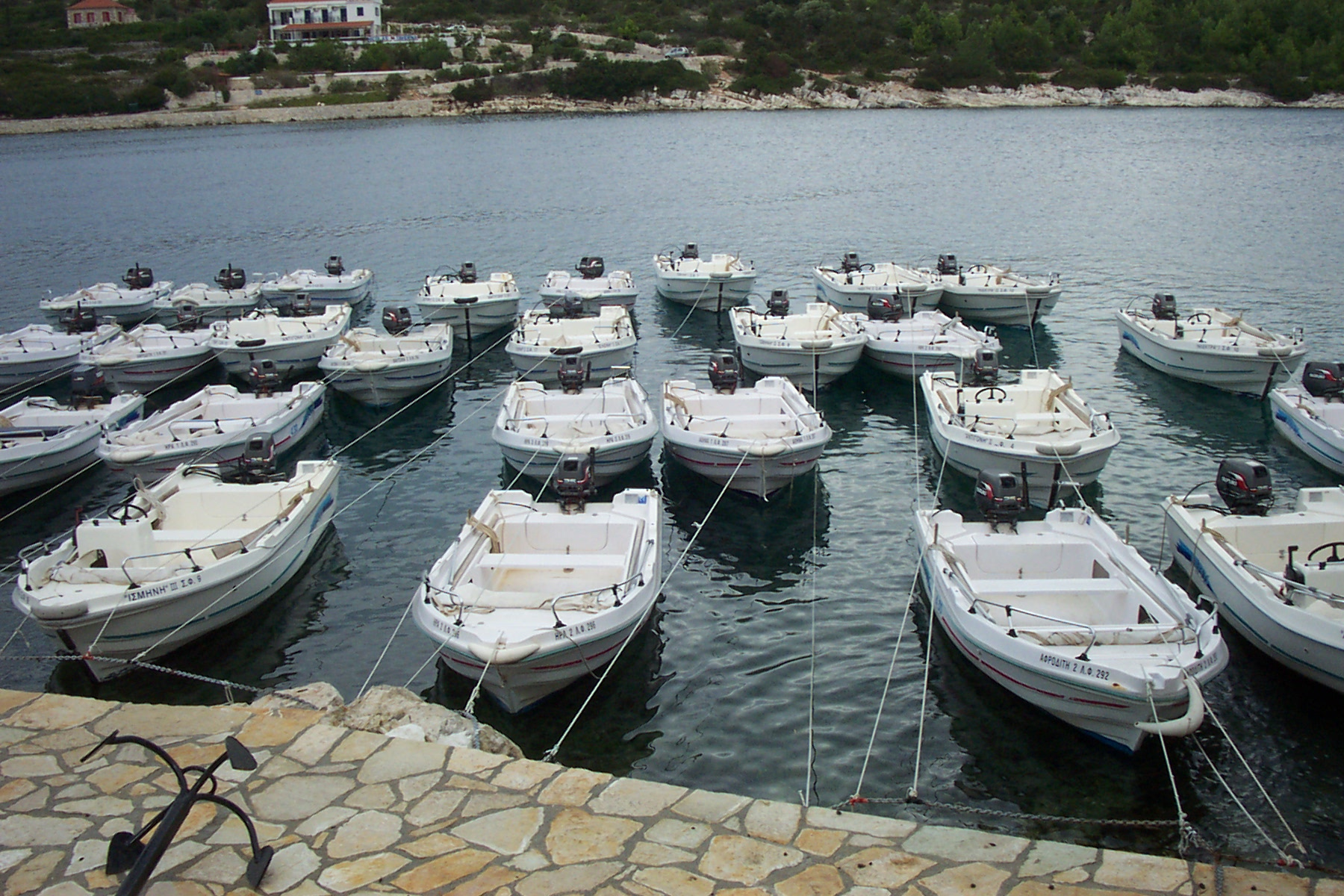

فيسكاردو (باليونانية: Φισκάρδο)‏ هي قرية تقع على بعد 57 كيلومترًا شمال أرغوستولي ومقاطعة من مدينة إريسوس في كيفالونيا، وهي على بعد مسافة قصيرة من إيثاكا. وهي أقصى الموانئ شمالا في الجزيرة.